# Palazzo Stratti
Palazzo Stratti, conosciuto anche come casa Stratti, è un palazzo sito in piazza Unità d'Italia a Trieste.  

## Storia

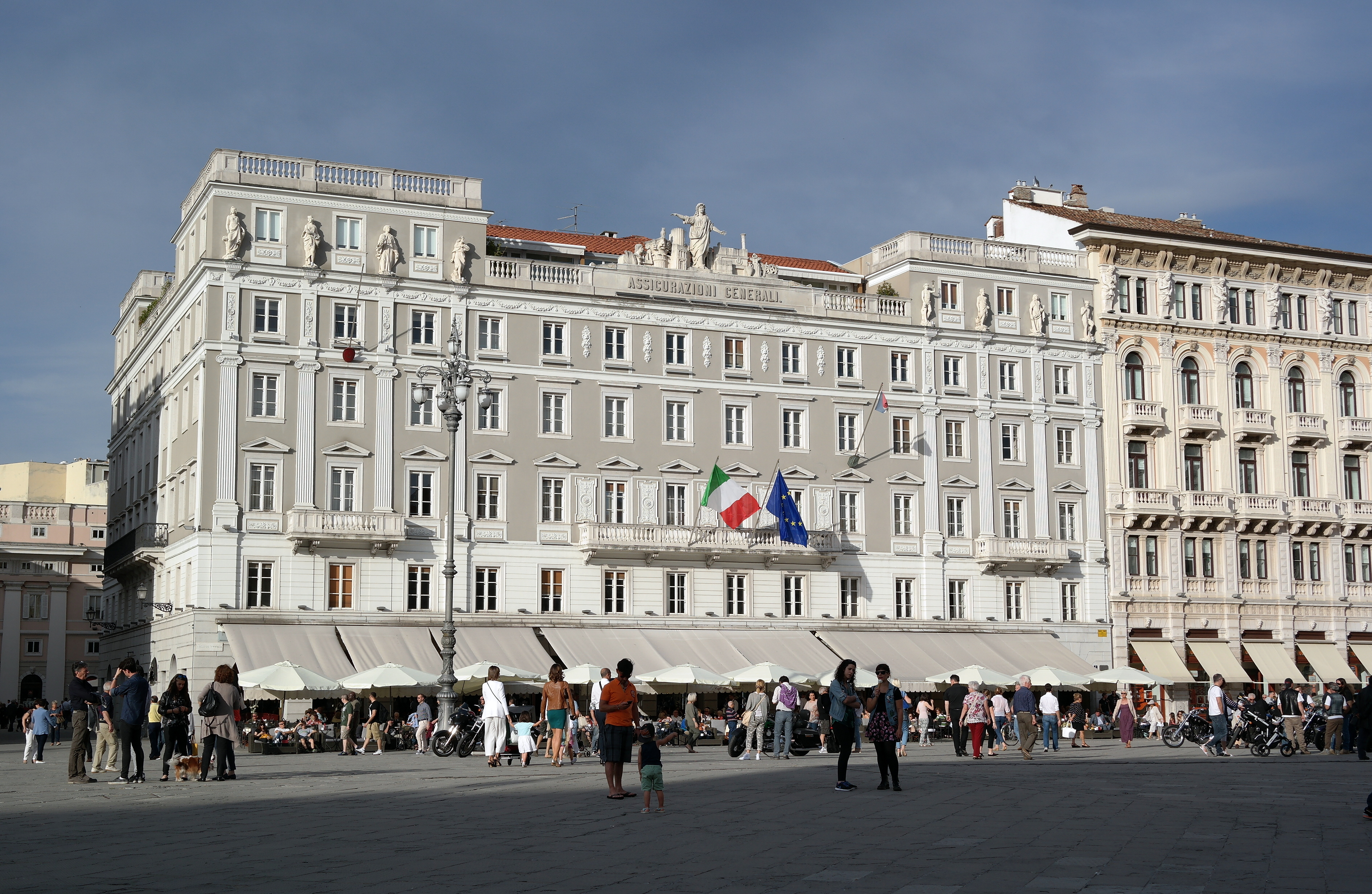
Palazzo Stratti con accanto Palazzo Modello

Il palazzo fu costruito nel 1839 per volere del mercante di origine greca Nicolò Stratti, che ne affidò il progetto all'architetto Antonio Buttazzoni, allievo di Matteo Pertsch e al tempo uno dei progettisti più apprezzati della città. Stratti era infatti una personalità molto in vista a Trieste essendo, oltre a mercante e agente di borsa, anche direttore del Teatro Verdi e fondatore dell'Istituto dei Poveri, e desiderava una residenza che non lo facesse sfigurare.
Già nel 1846 però, a causa di alcune difficoltà economiche, Stratti fu costretto a vendere il palazzo alle Assicurazioni Generali, attuale proprietario. Nello stesso periodo al piano terra dello stabile venne inaugurato lo storico Caffè degli Specchi.
Nei decenni successivi l'aspetto neoclassico del palazzo venne modificato dai restauri ad opera degli architetti Andrea Seu, Eugenio Geiringer e Giovanni Righetti. Andrea Seu apportò delle modifiche a tutti i prospetti, inserendo delle lesene e conferendovi un aspetto più simmetrico sopraelevando i corpi laterali e modificando la posizione dei balconcini.
In seguito, nel 1872, Geiringer e Righetti apportarono una serie di modifiche al prospetto su piazza Unità d'Italia: il progetto originale di Buttazzoni infatti aveva considerato come prospetto principale quello su passo di Piazza, immaginando che quella via sarebbe stata maggiormente interessata dal passaggio dei cittadini diretti al vicino Teatro Verdi, inaugurato nel 1801, e al Palazzo del Tergesteo in costruzione nello stesso periodo. La trasformazione urbanistica della piazza dei primi anni 70 del XIX secolo aumentò invece l'importanza del prospetto che si affacciava su di essa.

## Descrizione

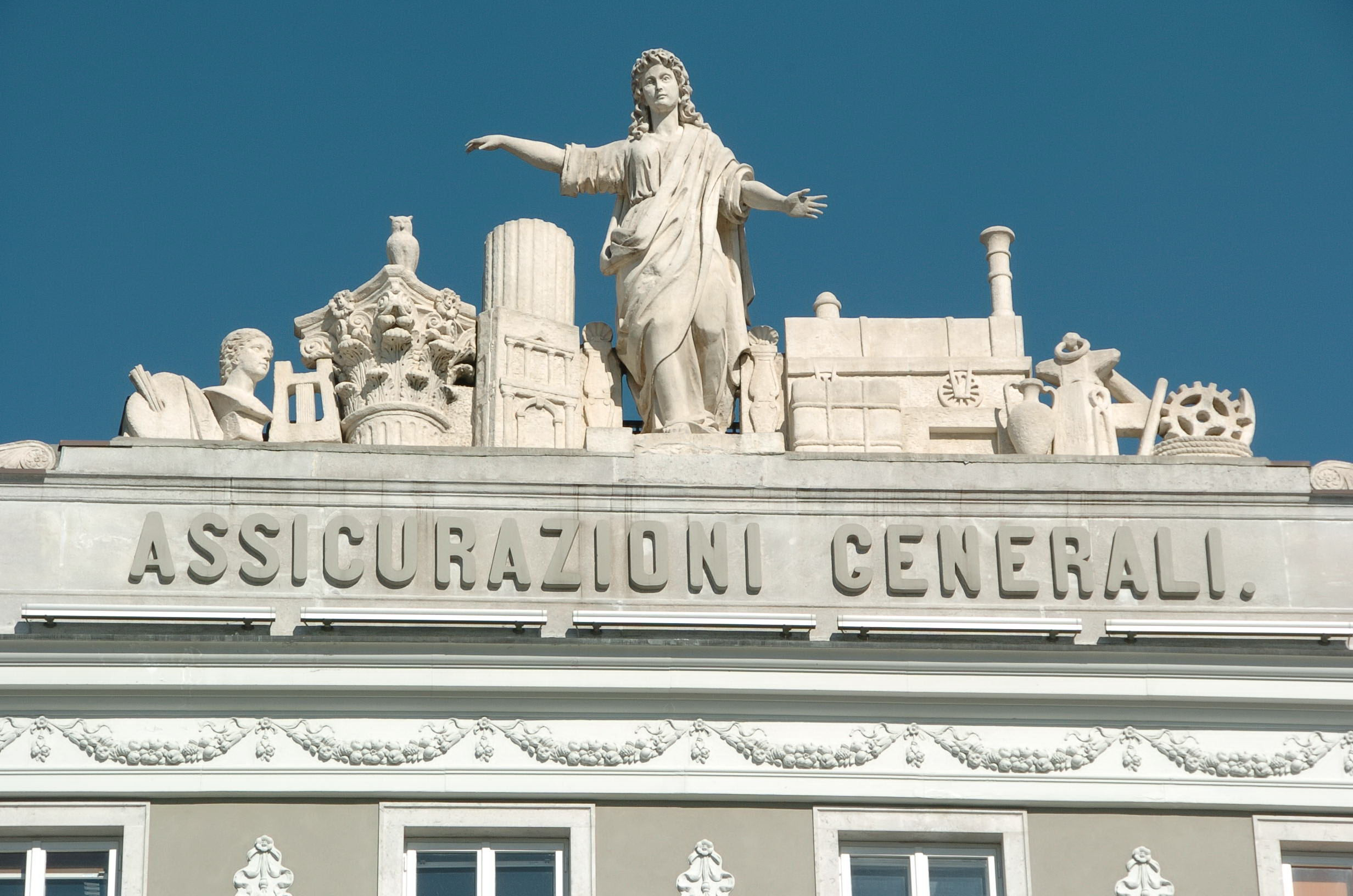
Particolare del gruppo scultoreo in cima alla facciata su piazza Unità d'Italia

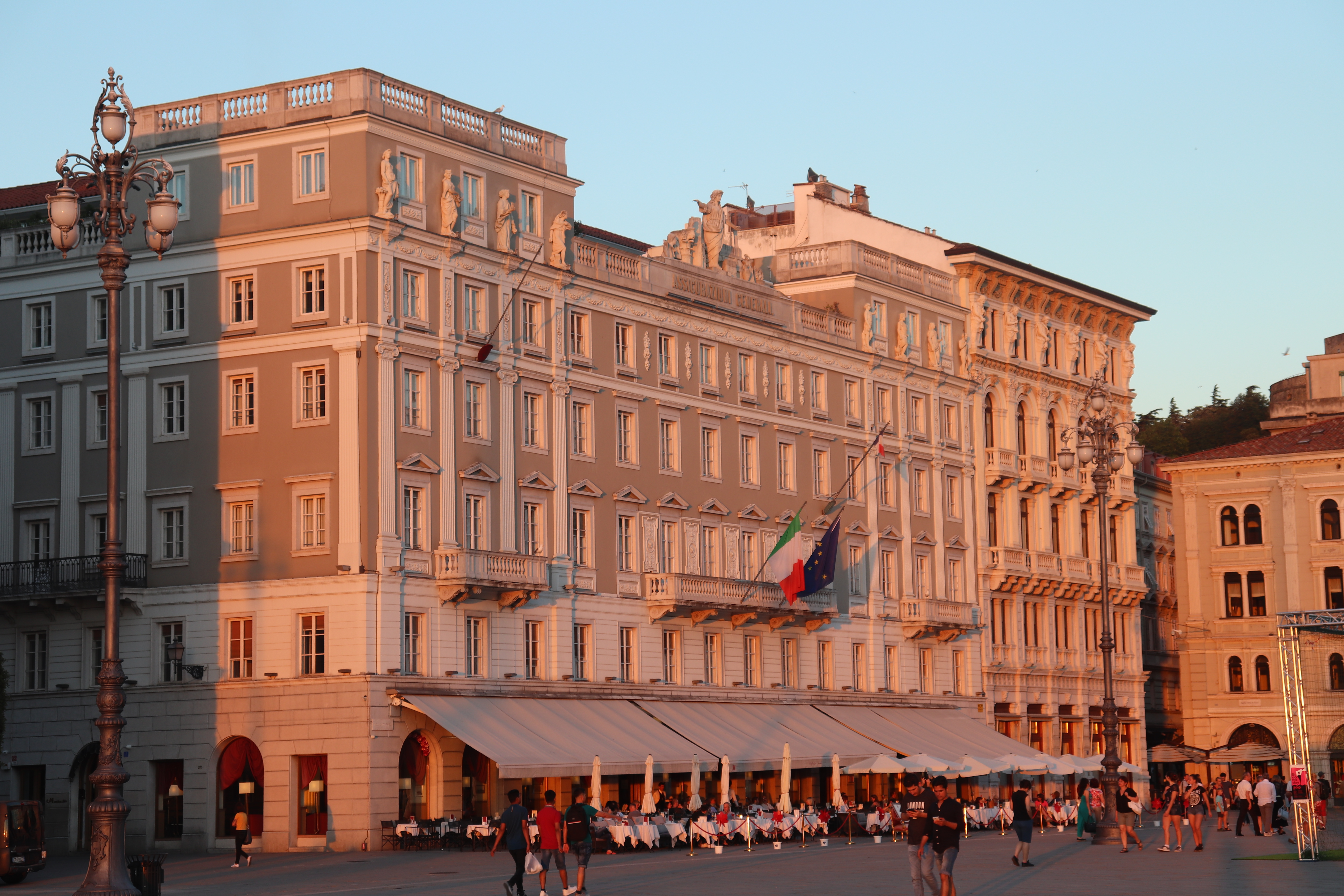
Confronto tra le facciate su piazza Unità d'Italia e su passo di Piazza

Il palazzo è caratterizzato da una pianta rettangolare con un cavedio interno. I prospetti su piazza Unità d'Italia, passo di Piazza e via del Teatro mostrano un corpo centrale di cinque piani e due corpi laterali rialzati di un piano, mentre in adiacenza al quarto lato si trova Palazzo Modello, progettato dall'architetto Giuseppe Bruni nel 1871.
L'aspetto del prospetto principale, su piazza Unità d'Italia, è il risultato della ristrutturazione di Eugenio Geiringer e Giovanni Righetti del 1872: al secondo e terzo piano la presenza dei corpi laterali è accentuata da quattro lesene scanalate culminanti in capitelli ionici, mentre al piano superiore le lesene lasciano il posto a decorazioni floreali. Una decorazione a festoni è presente anche nella cornice a coronamento del quinto piano. In cima ai corpi laterali, negli spazi tra le finestre, sono inserite quattro statue raffiguranti divinità classiche. Sia il corpo centrale che quelli laterali sono coronati da una balaustra in marmo che riprende il motivo dei balconi situati al secondo piano.
In cima al corpo centrale si trova un gruppo scultoreo opera dello scultore veneto Luigi Zandomeneghi, che in origine era stato realizzato su incarico di Antonio Buttazzoni per il prospetto su passo di Piazza. La scultura raffigura una grande figura femminile rappresentante Trieste circondata dalle allegorie della Fortuna e del Progresso: a destra della figura femminile si trova una locomotiva come quella che George Stephenson aveva fornito all'Austria nel 1837, come auspicio per la realizzazione di una linea ferroviaria che collegasse Trieste e Vienna; accanto alla locomotiva si trovano una ruota dentata, un'ancora, una pinza, incudine e martello, a simboleggiare il lavoro industriale. Sul lato opposto della figura femminile sono stati invece raffigurati una colonna e un capitello corinzio, una cetra, un busto classico, una tavolozza e una civetta - uccello sacro a Minerva - per simboleggiare le arti e la cultura e la vittoria della ragione sulle tenebre. Sotto il gruppo scultoreo la scritta "Assicurazioni Generali" ricorda l'acquisizione del palazzo da parte della compagnia assicuratrice nel 1846.
I prospetti su passo di Piazza e via del Teatro sono più semplici rispetto a quello su piazza Unità d'Italia. In corrispondenza del secondo e terzo piano sono sempre presenti alcune lesene scanalate, terminanti questa volta come capitelli di stile dorico, ed è sempre presente la balaustra di coronamento, mentre sono assenti le decorazioni floreali, le statue e i timpani di coronamento alle finestre del secondo piano. Al centro del prospetto su passo di Piazza si trova un balcone con una ringhiera in ferro battuto, mentre la facciata su via del Teatro non presenta sporgenze.
All'interno del palazzo sono conservati due bassorilievi di Antonio Canova, raffiguranti due episodi classici con la tragica Morte di Priamo ad opera del figlio di Achille, Neottolemo, in contrapposizione con la gioiosa Danza dei figli di Alcinoo.